# Europese kampioenschappen turnen 2014
De Europese kampioenschappen turnen 2014 worden gehouden in het Arena Armeec in Sofia, Bulgarije. De vrouwen turnen van 12 mei tot en met 18 mei 2014 en de mannen turnen van 21 mei tot en met 25 mei 2014.

## Programma
| Q | Kwalificaties | Goud | Finale |

### Vrouwen
| Onderdeel            | 12 mei | 13 mei | 14 mei | 15 mei | 16 mei | 17 mei | 18 mei |
| -------------------- | ------ | ------ | ------ | ------ | ------ | ------ | ------ |
| Senioren             |        |        |        |        |        |        |        |
| Kwalificatie         |        |        |        | Q0     |        |        |        |
| Meerkamp Team        |        |        |        |        |        | 0      |        |
| Brug ongelijk        |        |        |        |        |        |        | 0      |
| Sprong               |        |        |        |        |        |        | 0      |
| Balk                 |        |        |        |        |        |        | 0      |
| Vloer                |        |        |        |        |        |        | 0      |
| Junioren             |        |        |        |        |        |        |        |
| Kwalificatie         |        |        | Q0     |        |        |        |        |
| Meerkamp Team        |        |        | 0      |        |        |        |        |
| Meerkamp Individueel |        |        |        |        | 0      |        |        |
| Brug ongelijk        |        |        |        |        |        |        | 0      |
| Sprong               |        |        |        |        |        |        | 0      |
| Balk                 |        |        |        |        |        |        | 0      |
| Vloer                |        |        |        |        |        |        | 0      |
| Totaal               |        |        | 2      | 1      | 1      | 1      | 8      |

### Mannen
| Senioren             |  |  |    |    |   |   |    |
| Kwalificaties        |  |  |    | Q0 |   |   |    |
| Meerkamp Team        |  |  |    |    |   | 0 |    |
| Paard (voltige)      |  |  |    |    |   |   | 0  |
| Ringen               |  |  |    |    |   |   | 0  |
| Vloer                |  |  |    |    |   |   | 0  |
| Brug                 |  |  |    |    |   |   | 0  |
| Rekstok              |  |  |    |    |   |   | 0  |
| Sprong               |  |  |    |    |   |   | 0  |
| Junioren             |  |  |    |    |   |   |    |
| Kwalificaties        |  |  | Q0 |    |   |   |    |
| Meerkamp Team        |  |  | 0  |    |   |   |    |
| Meerkamp Individueel |  |  |    |    | 0 |   |    |
| Paard (voltige)      |  |  |    |    |   |   | 0  |
| Ringen               |  |  |    |    |   |   | 0  |
| Vloer                |  |  |    |    |   |   | 0  |
| Brug                 |  |  |    |    |   |   | 0  |
| Rekstok              |  |  |    |    |   |   | 0  |
| Sprong               |  |  |    |    |   |   | 0  |
| Totaal               |  |  | 2  | 1  | 1 | 1 | 12 |

## Medailles

### Senioren

#### Vrouwen
| Onderdeel     | Goud    | Goud                                                                         | Zilver | Zilver                                                                     | Brons | Brons                                                                              |
| ------------- | ------- | ---------------------------------------------------------------------------- | ------ | -------------------------------------------------------------------------- | ----- | ---------------------------------------------------------------------------------- |
| Meerkamp Team | ROU     | Larisa Iordache Diana Bulimar Andreea Munteanu Stefania Stǎnilǎ Silvia Zarzu | GBR    | Rebecca Downie Ruby Harrold Claudia Fragapane Rebecca Tunney Hannah Whelan | RUS   | Maria Kharenkova Aliya Mustafina Daria Spiridonova Alla Sosnitskaya Anna Rodionova |
| Sprong        | SUI     | Giulia Steingruber                                                           | AZE    | Anna Pavlova                                                               | ROU   | Larisa Iordache                                                                    |
| Brug ongelijk | GBR     | Rebecca Downie                                                               | RUS    | Aliya Mustafina                                                            | RUS   | Daria Spiridonova                                                                  |
| Balk          | RUS     | Maria Kharenkova                                                             | ROU    | Larisa Iordache                                                            | RUS   | Aliya Mustafina                                                                    |
| Vloer         | ITA ROU | Vanessa Ferrari Larisa Iordache                                              |        | -                                                                          | SUI   | Giulia Steingruber                                                                 |

#### Mannen
| Onderdeel       | Goud | Goud                                                                                 | Zilver | Zilver                                                                | Brons   | Brons                                                                              |
| --------------- | ---- | ------------------------------------------------------------------------------------ | ------ | --------------------------------------------------------------------- | ------- | ---------------------------------------------------------------------------------- |
| Meerkamp Team   | RUS  | Denis Abljazin Nikolai Kuksenkov Nikita Ignatyev Aleksandr Balandin David Beljavskij | GBR    | Daniel Purvis Daniel Keatings Sam Oldham Kristian Thomas Max Whitlock | UKR     | Oleg Vernjajev Ihor Radivilov Maksym Semiankiv Andrii Sienichkin Volodymyr Okachev |
| Vloer           | RUS  | Denis Abljazin                                                                       | GRE    | Eleftherios Kosmidis                                                  | GBR ISR | Daniel Purvis Alexander Shatilov                                                   |
| Paard (voltige) | GBR  | Max Whitlock                                                                         | HUN    | Krisztián Berki                                                       | SLO     | Saso Bertoncelj                                                                    |
| Ringen          | RUS  | Denis Abljazin Aleksandr Balandin                                                    |        | -                                                                     | FRA     | Samir Ait Said                                                                     |
| Sprong          | RUS  | Denis Abljazin                                                                       | UKR    | Igor Radivilov                                                        | UKR     | Oleg Vernjajev                                                                     |
| Brug            | UKR  | Oleg Vernjajev                                                                       | RUS    | David Beljavskij                                                      | NED     | Epke Zonderland                                                                    |
| Rekstok         | NED  | Epke Zonderland                                                                      | GBR    | Sam Oldham                                                            | GBR     | Kristian Thomas                                                                    |

#### Medaillespiegel

##### Vrouwen
| Plaats | Land                | Goud | Zilver | Brons | Totaal |
| 1      | Roemenië            | 2    | 1      | 1     | 4      |
| 2      | Rusland             | 1    | 1      | 3     | 5      |
| 3      | Verenigd Koninkrijk | 1    | 1      | 0     | 2      |
| 4      | Zwitserland         | 1    | 0      | 1     | 2      |
| 5      | Italië              | 1    | 0      | 0     | 1      |
| 6      | Azerbeidzjan        | 0    | 1      | 0     | 1      |

##### Mannen
| Plaats | Land                | Goud | Zilver | Brons | Totaal |
| 1      | Rusland             | 5    | 1      | 0     | 6      |
| 2      | Verenigd Koninkrijk | 1    | 2      | 2     | 5      |
| 3      | Oekraïne            | 1    | 1      | 2     | 4      |
| 4      | Nederland           | 1    | 0      | 1     | 2      |
| 5      | Griekenland         | 0    | 1      | 0     | 1      |
| 5      | Hongarije           | 0    | 1      | 0     | 1      |
| 7      | Slovenië            | 1    | 0      | 0     | 1      |
| 7      | Israël              | 0    | 0      | 1     | 1      |
| 7      | Frankrijk           | 0    | 0      | 1     | 1      |

### Junioren

#### Vrouwen
| Onderdeel            | Goud | Goud                                                                                  | Zilver  | Zilver                                                               | Brons | Brons                                                                |
| -------------------- | ---- | ------------------------------------------------------------------------------------- | ------- | -------------------------------------------------------------------- | ----- | -------------------------------------------------------------------- |
| Meerkamp Team        | RUS  | Angelina Melnikova Seda Tutkhalyan Maria Bondareva Anastasia Dmitrieva Daria Skrypnik | GBR     | Ellie Downie Catherine Lyons Rhyannon Jones Amy Tinkler Teal Grindle | ROU   | Laura Jurcă Andreea Iridon Ana Butuc Andra Stoica Andreea Ciurusniuc |
| Meerkamp Individueel | RUS  | Angelina Melnikova                                                                    | ROU     | Laura Jurcă                                                          | GBR   | Ellie Downie                                                         |
| Sprong               | GBR  | Ellie Downie                                                                          | ROU     | Laura Jurcă                                                          | GBR   | Amy Tinkler                                                          |
| Brug ongelijk        | RUS  | Daria Skrypnik                                                                        | RUS     | Angelina Melnikova                                                   | GER   | Maike Enderle                                                        |
| Balk                 | RUS  | Angelina Melnikova                                                                    | ROU     | Andreea Iridon                                                       | GER   | Tabea Alt                                                            |
| Vloer                | GBR  | Catherine Lyons                                                                       | GBR ROU | Amy Tinkler Andreea Iridon                                           |       | -                                                                    |

#### Mannen
| Onderdeel            | Goud | Goud                                                                   | Zilver | Zilver                                                                         | Brons   | Brons                                                                  |
| -------------------- | ---- | ---------------------------------------------------------------------- | ------ | ------------------------------------------------------------------------------ | ------- | ---------------------------------------------------------------------- |
| Meerkamp Team        | GBR  | Brinn Bevan Joe Fraser Giarnni Regini-Moran Gaius Thompson Nile Wilson | RUS    | Artoer Dalalojan Sergei Eltcov Nikita Nagorny Kirill Potapov Valentin Starikov | FRA     | Remi Clerc Paul Degouy Zacharl Hrimeche Killian Mermet Baptiste Miette |
| Meerkamp Individueel | GBR  | Nile Wilson                                                            | RUS    | Valentin Starikov                                                              | GBR     | Brinn Bevan                                                            |
| Vloer                | GBR  | Giarnni Regini-Moran                                                   | GBR    | Gaius Thompson                                                                 | SUI     | Sascha Alexander Coradi                                                |
| Paard (voltige)      | GBR  | Nile Wilson                                                            | RUS    | Sergei Eltcov                                                                  | ITA     | Simone Bresolin                                                        |
| Ringen               | AUT  | Vinzez Hoeck                                                           | GBR    | Brinn Bevan                                                                    | ISR     | Eyal Glazer                                                            |
| Sprong               | RUS  | Nikita Nagorny                                                         | GBR    | Giarnni Regini-Moran                                                           | BEL FRA | Florian Landuyt Zachari Hrimeche                                       |
| Brug                 | GBR  | Nile Wilson                                                            | GBR    | Brinn Bevan                                                                    | UKR     | Edouard Yermakov                                                       |
| Rekstok              | GBR  | Nile Wilson                                                            | FRA    | Zachari Hrimeche                                                               | SUI     | Sascha Alexander Coradi                                                |

#### Medaillespiegel

##### Vrouwen
| Plaats | Land                | Goud | Zilver | Brons | Totaal |
| 1      | Rusland             | 4    | 1      | 0     | 5      |
| 2      | Verenigd Koninkrijk | 2    | 2      | 2     | 6      |
| 3      | Roemenië            | 0    | 4      | 1     | 5      |
| 4      | Duitsland           | 0    | 0      | 2     | 2      |

##### Mannen
| Plaats | Land                | Goud | Zilver | Brons | Totaal |
| 1      | Verenigd Koninkrijk | 6    | 4      | 1     | 11     |
| 2      | Rusland             | 1    | 3      | 0     | 4      |
| 3      | Oostenrijk          | 1    | 0      | 0     | 1      |
| 4      | Frankrijk           | 0    | 1      | 2     | 3      |
| 5      | Zwitserland         | 0    | 0      | 2     | 2      |
| 6      | Italië              | 0    | 0      | 1     | 1      |
| 6      | Israël              | 0    | 0      | 1     | 1      |
| 6      | België              | 0    | 0      | 1     | 1      |
| 6      | Oekraïne            | 0    | 0      | 1     | 1      |

## Belgische en Nederlandse deelname

### België

#### Senioren

##### Vrouwen
- Dorien Motten
- Gaelle Mys
- Lisa Verschueren
- Lin Versonnen
- Laura Waem

##### Mannen
- Maxime Gentges
- Thomas Neuteleers
- Kristof Schroe
- Donna-Donny Truyens
- Jimmy Verbaeys

#### Junioren

##### Vrouwen
- Jelle Beullens
- Nina Derwael
- Rune Hermans
- Axelle Klinckaert
- Cindy Vandenhole

##### Mannen
- Florian Landuyt
- Bernard Pire
- Iliaz Pyncket
- Luka van den Keybus
- Jonathan Vrolix

### Nederland

#### Senioren

##### Vrouwen
- Julia Bombach
- Lisa Top
- Vera van Pol
- Lieke Wevers
- Sanne Wevers

##### Mannen
- Bart Deurloo
- Casimir Schmidt
- Yuri van Gelder (onder de naam Lambertus van Gelder)
- Jeffrey Wammes
- Epke Zonderland

#### Junioren

##### Vrouwen
- Wendy de Jong
- Helene Houbraken
- Isa Maassen
- Dyonnailys Supriana
- Tisha Volleman

##### Mannen
- Rick Jacobs
- Alex Klinkenberg
- Frank Rijken
- Nico van den Boogaard
- Justen Zuidema

### Vrouwen finales
| Onderdeel            | Plaats | Turnster          | Score    | Rang     |
| -------------------- | ------ | ----------------- | -------- | -------- |
| Meerkamp Team        | 07     | België            | 0160,728 | Senioren |
| Meerkamp Individueel | 09     | Rune Hermans      | 053,765  | Junior   |
| Meerkamp Individueel | 016    | Wendy de Jong     | 051,732  | Junior   |
| Meerkamp Individueel | 024    | Axelle Klinckaert | 049,632  | Junior   |
| Sprong               | 08     | Isa Maassen       | 012,933  | Junior   |
| Balk                 | 08     | Axelle Klinckaert | 012,933  | Junior   |
| Vloer                | 07     | Axelle Klinckaert | 013,366  | Junior   |

### Mannen finales
| Onderdeel            | Plaats | Turner          | Score    | Rang     |
| -------------------- | ------ | --------------- | -------- | -------- |
| Meerkamp Team        | 06     | Nederland       | 0256,979 | Senioren |
| Meerkamp Individueel | 05     | Florian Landuyt | 082,131  | Junior   |
| Meerkamp Individueel | 018    | Frank Rijken    | 079,366  | Junior   |
| Vloer                | 04     | Jonathan Vrolix | 014,308  | Junior   |
| Vloer                | 07     | Rick Jacobs     | 013,400  | Junior   |
| Ringen               | 08     | Yuri van Gelder | 014,208  | Senior   |
| Sprong               | Brons  | Florian Landuyt | 0 14.466 | Junior   |
| Sprong               | 04     | Casimir Schmidt | 014,833  | Senior   |
| Sprong               | 08     | Jeffrey Wammes  | 06,800   | Senior   |
| Brug                 | Brons  | Epke Zonderland | 015,533  | Senior   |
| Brug                 | 08     | Frank Rijken    | 012,366  | Junior   |
| Rekstok              | Goud   | Epke Zonderland | 015,866  | Senior   |
| Rekstok              | 05     | Kristof Schroe  | 014,766  | Senior   |